# Regierung Reuter

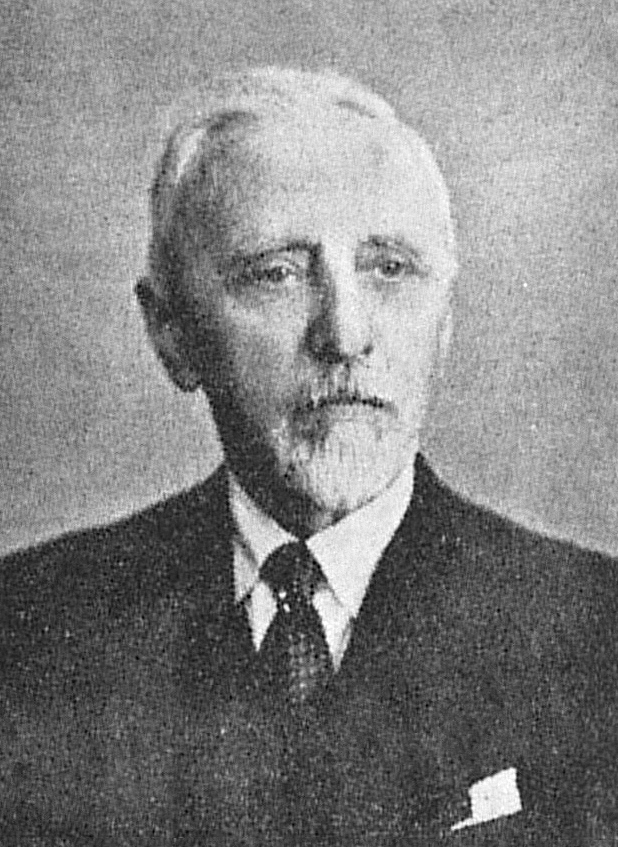
Staatsminister Émile Reuter.

Die Regierung Reuter war vom 28. September 1918 bis 19. März 1925 die Regierung im Großherzogtum Luxemburg, die von Staatsminister Émile Reuter gebildet wurde.
Die Vorgängerregierung Kauffman hatte zurücktreten müssen, nachdem es zu Presseberichten über die Teilnahme Kauffmans an einer Privataudienz des deutschen Reichskanzlers Georg von Hertling bei Großherzogin Maria-Adelheid gekommen war, die die öffentliche Glaubwürdigkeit der Regierung völlig zerstört hatten, da ihr ein zu enges Verhältnis zur deutschen Besatzungsmacht nachgesagt werden konnte. Sie wurde am 28. September 1918 durch eine Regierung unter Führung von Émile Reuter abgelöst.

## Verfassungsreform
Schon vorher, am 28. Juli und 4. August 1918, hatten Wahlen zu einer neuen Kammer stattgefunden, die als Verfassunggebende Versammlung mit der Revision der Verfassung beauftragt war. Die Rechtspartei wurde in ihr mit 23 Abgeordneten stärkste Kraft. Hinzu kamen 12 Sozialisten, 10 Liberale, 5 Mitglieder der Volkspartei, 2 Mitglieder der Nationalpartei und ein Unabhängiger. Die neue Regierung Reuter wurde durch Vertreter der vier wichtigsten Parteien gebildet. Am 15. Mai 1919 verabschiedete sie die bahnbrechende Verfassungsreform, mit der das Allgemeine Wahlrecht für Männer und Frauen ab 21 Jahren und die Verhältniswahl eingeführt wurden, was die politische Landschaft dauerhaft veränderte. Der Anteil der Wähler an der Gesamtbevölkerung stieg von 14 % auf 56 %. Damit wurde dem bisherigen System der Honoratiorenparteien aus der Ära des Zensuswahlrechts ein Ende gesetzt und eine neue Zeit eingeläutet, in der die neuen Massenparteien den Ton angaben.
Aus der ersten Wahl nach dem neuen Wahlrecht am 26. Oktober 1919 ging die Rechtspartei als großer Wahlgewinner hervor. Sie erreichten in der Kammer aus 48 Abgeordneten mit 27 Sitzen eine absolute Mehrheit. Die Sozialdemokraten erreichten 9 Sitze, die Liberalen 7 Sitze, die Unabhängige Nationalpartei 3 Sitze und die Volkspartei 2 Sitze.
Die Demokratisierung kam damit auch in langfristiger Sicht den Konservativen zur Gute, da die Mehrheit der Bevölkerung trotz fortschreitender Industrialisierung einer eher ländlich-traditionellen Mentalität verbunden und damit konservativ blieb. Der im 19. Jahrhundert vorherrschende Liberalismus verlor demgegenüber an Boden. Sie hatten sich folgerichtig in der Verfassungsgebenden Versammlung vergeblich gegen die Einführung des Frauenstimmrechts gewehrt, da sie annahmen, dass dies die Katholisch-Konservativen begünstigen würde. Für den Rest des Jahrhunderts werden die Rechtspartei und ihre Nachfolger die Regierungen anführen, abgesehen von zwei Unterbrechungen in den Jahren 1925 und 1926 und 1974 bis 1979. Um der neuen Mehrheit Rechnung zu tragen, reichten die Generaldirektoren Collart, Liesch und Welter ihren Rücktritt ein, der aber von Großherzogin Charlotte und Staatsminister Reuter abgelehnt wurde. Beide wollten die Regierung der nationalen Einheit aufrechterhalten, mit der die Krisenjahre 1918 und 1919 überstanden werden konnten. Collart schied schlussendlich im Januar 1920, Liesch und Welter im April 1921 aus der Regierung aus, sodass diese ab diesem Zeitpunkt nur aus Vertretern der Rechtspartei gebildet wurde. An den Mehrheitsverhältnissen änderten auch Nachwahlen am 28. Mai 1922 in Wahlkreisen Mitte und Nord nichts. Dabei konnten nur die Liberalen zu Lasten der Sozialisten zulegen.

## Außenpolitik
Nach dem Waffenstillstand vom 11. November 1918 räumten deutsche Truppen das Land, deren Platz sogleich von den alliierten Armeen eingenommen wurde, die durch Luxemburg zogen, um das Rheinland zu besetzen. Für sechs Monate waren ausländische Streitkräfte im Großherzogtum stationiert um die Nachschublinien zu gewährleisten. Diese Militärpräsenz erwies sich als nützliches Instrument zur Aufrechterhaltung der inneren Ordnung. Während der revolutionären Unruhen vom Januar 1919 konnte die Regierung das Eingreifen französischer Soldaten anfordern, um die öffentliche Ruhe wiederherzustellen. Die Niederlage Deutschlands machte die bestehenden Verträge zwischen beiden Ländern hinfällig. Bedrängt von den Alliierten kündigte die Regierung am 19. Dezember 1918 die Mitgliedschaft im Zollverein und die Eisenbahnkonvention.
Da die luxemburgische Wirtschaft ohne Einbindung in anderen Staaten nicht lange überlebensfähig gewesen wäre, musste das Land nun einen neuen Wirtschaftspartner finden. Bereits 1917 war eine „Kommission zur Untersuchung der wirtschaftlichen Probleme des Krieges und seiner mögliche Folgen“ gebildet worden. Während der Stahl- und Agrarsektor eine klare Präferenz für Frankreich äußerten, vertrat der Weinbau eine für Belgien, wo seine Produkte leichter verkauft werden konnten. Ab 21. Februar 1919 führte die Regierung Reuter gleichzeitig Gespräche mit Frankreich und Belgien über eine Wirtschafts- und Währungsunion. Die Verhandlungen mit der belgischen Seite wurden nur schleppend geführt, um zusätzlichen Druck auf Frankreich auszuüben. Aber auch mit der französischen Seite kamen die Verhandlungen nicht voran. Da die Regierung glaubt, auf die Frankophilie der Luxemburger zählen zu können, beschloss sie, die Frage der wirtschaftlichen Ausrichtung des Landes den Bürgern in einem Referendum zu überlassen. Der Wille des Volkes soll Eindruck machen auf die in Versailles versammelten Sieger, die die europäische Landkarte nach dem Wilsonschen Prinzip des Selbstbestimmungsrechts der Völker neu zeichnen. Am 28. September 1919 befürworteten 73 % der Wähler eine Wirtschaftsunion mit Frankreich. Allerdings dauerte es noch einige Monate, bevor Frankreich seine wahren Absichten enthüllte. Am 10. Mai 1920 teilte der französische Botschafter der luxemburgischen Regierung mit, dass ihr Land nicht beabsichtigt, eine Wirtschaftsunion mit Luxemburg abzuschließen und riet ihr, sich an Belgien zu wenden. Nach erfolgreichem Abschluss eines Militärabkommens mit Belgien benötigte Frankreich die Luxemburg-Karte nicht mehr im Verhandlungspoker. Von Beginn des Krieges an hatten belgische Behörden schon Interesse an einer Annexion des Großherzogtums gezeigt. 1917 hatte Frankreich sein Interesse an Luxemburg schon zugunsten Belgiens aufgegeben, diese Erklärung aber geheim gehalten, um die luxemburgischen Verhandler im Unklaren zu lassen. Die französischen Verhandlungen mit Luxemburg stellten am Ende nur ein Druckmittel in den Verhandlungen um den Militärpakt mit Belgien dar. Nach dem französischen Rückzug, nahm die luxemburgische Regierung die Verhandlungen mit Belgien wieder auf. Die Diskussionen waren schwierig und führten am 25. Juli 1921 zur Unterzeichnung einer Zoll- und Währungsunion zwischen den beiden Ländern. Die Belgisch-Luxemburgische Wirtschaftsunion (UEBL) trat im März 1922 in Kraft. Das Abkommen sah den Abbau von Zollschranken zwischen den beiden Ländern, einen gemeinsamen Außenzoll, eine gemeinsame von Belgien geführte Handelspolitik und eine gemeinsame Währung vor. Der Belgische Franken wurde zur gemeinsamen Währung, ohne dass Luxemburg auf sein Ausstellungsrecht auf eigene Banknoten verzichtete. Die Wirtschaftsunion wird allerdings nie perfekt sein, da keine Harmonisierung der Steuersysteme vereinbart wurde.
Bisher hatte das Großherzogtum wegen der Neutralität und die wirtschaftliche Einbindung in den deutschen Einflussbereich keine wirkliche Außenpolitik betrieben. Die Verletzung der Neutralität 1914 durch Deutschland und die Infragestellung der Unabhängigkeit des Landes in den Jahren 1918 und 1919 führte zu der Einsicht, dass die Regierung auf der internationalen Bühne präsent sein müsse. So wurde Luxemburg nicht zur Pariser Friedenskonferenz 1919 eingeladen und somit war auch kein Gründungsmitglied des Völkerbunds, der durch den Versailler Vertrag gegründet wurde. Ab 1919 verstärkte die Regierung Reuter ihre Bemühungen zur Aufnahme in den Völkerbund, wobei die entmilitarisierte Neutralität zunächst als Hindernis erschien, da die Satzung des Völkerbundes ein Durchzugsrecht für Truppen der Mitgliedsstaaten und die Beteiligung an wirtschaftlichen und finanziellen gegen einen Aggressor vorsah. Darüber hinaus sah Großbritannien die Kleinheit des luxemburgischen Staatsgebiets als Problem an. Diese Einwände konnte die Regierung Reuter überwinden, indem sie darauf verwies, dass die Verfassung in diesem Punkt (Entmilitarisierung und Neutralität) geändert werden könnte. Am 16. Dezember 1920 entschied die Plenarsitzung in Genf sich einstimmig für die Aufnahme Luxemburgs. Eine von Reuter ins Spiel gebrachte Verfassungsrevision kam allerdings nie zustande, da der Regierung bewusst war, wie stark die Bevölkerung dem Prinzip der Neutralität verbunden war.

## Innenpolitik
Mit dem Ende des deutschen Besatzungsregimes musste sich die Regierung sogleich einer schweren innenpolitischen Krise zuwenden. Direkt nach dem Rückzug der deutschen Truppen am 10. und 11. November 1918 hatte sich in Luxemburg ein Arbeiterrat nach sowjetischem Vorbild gebildet. Liberale und Sozialisten forderten in der Kammer die Absetzung der Dynastie und Schaffung einer Republik. Sie warfen Großherzogin Marie-Adelheid ihre einseitigen parteiischen Eingriffe in das politische Leben des Landes zugunsten der Rechten und ihre Nähe zur deutschen Besatzungsmacht vor. Der Antrag fand in der Kammer nur knapp keine Mehrheit. Die Großherzogin und ihre Regierung fanden dadurch auch international keinen Rückhalt: So weigerte sich die französische Regierung am 23. Dezember 1918 die luxemburgischen Minister Émile Reuter, Auguste Liesch und Nicolas Welter in Paris zu empfangen. Die Unruhen im Land gingen derweil weiter. Die Lage verschärfte sich am 9. Januar 1919 als das luxemburgische Freiwilligenkorps revoltierte und ein Komitee für öffentliche Sicherheit die Republik ausrief. Allerdings fanden diese revolutionären Bewegungen nicht die Unterstützung der Mehrheit und wurden durch das Eingreifen französischer Truppen schnell niedergeschlagen. Die Position von Großherzogin Marie-Adelheid war allerdings untragbar geworden. Die Minister konnten die Souveränin schließlich überzeugen zugunsten ihrer Schwester Charlotte abzudanken, um die Monarchie zu retten. Die Lage entspannte sich nachdem am 15. Januar 1919 die Nachricht veröffentlicht wurde, dass die neue Großherzogin Charlotte den Eid auf die Verfassung geleistet hatte. Um die Legitimität ihrer Herrschaft zu stärken, beschloss man ihren Regierungsantritt durch das Volk in einer Volksbefragung bestätigen zu lassen. Bei der Volksabstimmung am 28. September 1919 stand nicht nur die Frage nach der künftigen wirtschaftlichen Anbindung des Landes auf dem Stimmzettel, sondern auch die Staatsform (Monarchie oder Republik) und die konkrete Throninhaberin in der Person von Charlotte. Eine große Mehrheit (80 Prozent) entschied sich für den Erhalt der Monarchie mit Charlotte als Großherzogin, sodass diese nun auf doppelte Weise, verfassungsmäßig und demokratisch, legitimiert war.

## Sozialpolitik
Die Entwicklung der Massengewerkschaften und die Gründung eines Arbeiterrates nach dem Ende des Krieges zeugten von tiefen Problemen in der luxemburgischen Gesellschaft. Zwischen 1914 und 1920 sank die Kaufkraft um mehr als 300 %. Die meisten Bürger, Arbeiter, Angestellte und Beamte, litten unter den steigenden Preisen und der Nahrungsmittelknappheit. Um diese explosive soziale Situation zu entschärfen, machte die Regierung Reuter große Sozialreformen, die sich an der deutschen Sozialgesetzgebung orientierten. Den Forderungen der Arbeiter wird durch die Einführung des Achtstundentages ohne Lohnkürzung am 14. Dezember 1918 Rechnung getragen. Am 26. April 1919 erzwang die Regierung die Schaffung von Betriebsräten in Unternehmen mit mindestens 50 Arbeitnehmern. Durch dieses Schlichtungsorgan konnten die Arbeitnehmer mit Hilfe ihrer Delegierten Verbesserungen der Arbeitsbedingungen und Gehälter mit den Arbeitgebern aushandeln. Eingezwängt zwischen Arbeitnehmer- und Arbeitgeberinteressen wollte die Regierung davon allerdings wieder abrücken. Nach einer eindrucksvollen Großdemonstration weitete sie die Pflicht zur Schaffung von Betriebsräten auf alle Betriebe ab 15 Beschäftigten aus.
Trotz dieser Maßnahmen kam es 1921 zur großen Krise und einem beispiellosen Jahr für die luxemburgische Arbeiterbewegung. Auf Entlassungen und massive Lohnkürzungen in der Stahlindustrie reagierte der Luxemburger Berg- und Metallindustriearbeiter-Verband (BMIAV) mit einem langen Streik. Die Regierung sah zunächst davon ab, in den Arbeitskampf einzugreifen, ging sogar so weit die friedliche Besetzung der Fabrik als tolerierbar zu erklären. Die Streikbewegung radikalisierte sich allerdings zusehends und nahm mit der Besetzung des Werks in Differdingen durch Gewerkschaftler am 1. März 1921 immer revolutionärere Züge an. Den Ängsten der Arbeitgeber und dem Druck der französischen und belgischen Botschafter gab die Regierung schließlich nach, indem sie mit Erlass vom 11. März 1921 die Betriebsräte wieder aufhob. Mit Unterstützung französischer Truppen gelang es dem luxemburgischen Gendarmie- und Freiwilligenkorps die Ordnung im Bergbaubecken wiederherzustellen. Der Streik in der Stahlindustrie scheiterte allerdings auch deshalb, weil ein Ausgreifen auf anderen Berufsgruppen nicht gelungen war.
Unmittelbar nach dem Krieg hatte die Regierung den Privatangestellten, Beamten und Bahnangestellten eine Verbesserung ihres Status zuerkannt. Das Gesetz vom 31. Oktober 1919 bot den Privatangestellten eine Reihe an Vorteilen, die sie von Arbeitern abhob: Eine eigene Berufsvertretung, Achtstundentag, bezahlter Jahresurlaub von 10 bis 20 Tagen je nach Länge der Betriebszugehörigkeit und Arbeitsplatzsicherheit. Mit großherzoglichem Dekret vom 14. Mai 1921 erhielten die Eisenbahner einen dem öffentlichen Dienst ähnlichen Status, insbesondere im Hinblick auf die Renten und Arbeitsplatzsicherheit. Für die Beamten wurde die automatische Anpassung ihres Lohns an die steigenden Lebenshaltungskosten mit Hilfe des Indexlohns eingeführt. Als Lehre aus dem Streik beschloss die Regierung die Einrichtung Berufsständischer Körperschaften: Mit Gesetz vom 4. April 1924 wurden fünf Berufskammern geschaffen: die Handelskammer (die bereits vorher existierte), die Handwerkskammer, die Arbeiterkammer, die Angestelltenkammer und die Landwirtschaftskammer.

## Wirtschaftspolitik
Der Verzicht auf die Zollunion mit Deutschland führte zu einer tiefgreifenden Umstrukturierung der luxemburgischen Wirtschaft, insbesondere in monetärer Hinsicht, da bis 1918 auch eine große Menge an deutschem Bargeld zirkulierte und sich so die Frage nach einer neuen Währung stellte. Die Regierung nutzte ihren Austritt aus dem Zollverein zur Schaffung einer echten nationale Währung, einem Symbol der staatlichen Unabhängigkeit. Ein Dekret vom 11. Dezember 1918 regelte den Umtausch der im Umlauf befindlichen 200 Millionen Mark in Luxemburger Franken. Die Währungsumstellung warf viele technische Fragen auf. Die Herstellung neuer Banknoten erfolgte nicht rechtzeitig und der Wechselkurs von 1,25 wurde von einigen als ungerechtfertigte staatliche Großzügigkeit gegenüber den Sparern angesehen. Der neue Franken war allerdings nicht goldgedeckt und hatte keinen Außenwert. Daher beabsichtigte die Regierung eine Währungsunion mit einem neuen Wirtschaftspartner einzugehen. Dabei sollte die Währung des Partners im Großherzogtum anerkannt werden. Die Währungsfrage spielte eine wichtige Rolle bei den Verhandlungen mit Belgien, die zum Abschluss der Belgisch-Luxemburgische Wirtschaftsunion führen. Als Erstausstattung erhielt der luxemburgische Staat 1921 175 Millionen Belgische Franken in Geldscheinen und Münzen.
Die wirtschaftliche Neuorientierung nach dem Krieg betraf auch und vor allem die Eisen- und Stahlindustrie, wo französisches und belgisches Kapital deutsche Interessen verdrängte. Die Fabriken deutscher Unternehmen wurden von französisch-belgisch-luxemburgischen Konsortien aufgekauft. Von ihnen wurden neue Unternehmen gegründet, wie die Hadir (Hauts-fourneaux et aciéries de Differdange, St-Ingbert, Rumelange) aus den luxemburgischen Werken der Deutsch-Luxemburgischen Bergwerks- und Hütten-AG und die Société Métallurgique des Terres-Rouges. Die Regierung griff nur wenig in die industrielle Umstrukturierung ein, die unter der Regie der großen Stahlindustriellen wie Émile Mayrisch oder Gaston Barbanson durchgeführt wurde.
Mit Kriegsende wechselten auch die Luxemburger Eisenbahnen den Besitzer. Nach dem Waffenstillstand besetzten die französischen Militärbehörden das Hauptnetz. Die Linien der Wilhelm-Luxemburg-Bahn wurden nun genauso wie vorher als Teil der Reichseisenbahnen in Elsaß-Lothringen im Auftrag des französischen Staates betrieben. Am 19. Dezember 1918 hatte die Regierung die Eisenbahnkonvention mit Deutschland gekündigt und Deutschland auf alle entsprechenden Rechte im Versailler Vertrag verzichtet. Belgien war jedoch auch an der Kontrolle des luxemburgischen Bahnnetzes interessiert. Frankreich erklärte sich bereit, sich im Falle einer Einigung zwischen der luxemburgischen und der belgischen Regierung zurückzuziehen, betrieb aber in der Zwischenzeit weiterhin die Wilhelm-Luxemburg-Bahn. Der UEBL-Vertrag sah die Regelung der Eisenbahnfrage vor. Im Mai 1924 unterzeichnete Reuter ein Abkommen mit Belgien, in dem beabsichtigt wurde, die Netze der Wilhelm-Luxemburg-Bahn mit denen der Prinz-Heinrich-Bahn unter einem Vorstand, in dem belgische Vertreter die Mehrheit stellen würden, zu vereinigen. Am 20. Januar 1925 hatte die Abgeordnetenkammer, bewegt von antibelgischen Stimmungen, die Konvention allerdings bei Stimmengleichheit abgelehnt und damit eine Regierungskrise verursacht. Der Stahlkonzern ARBED hatte sich zuvor ebenfalls gegen das Vorhaben der Regierung ausgesprochen, da er die Kontrolle der Société générale de Belgique sur les chemins de fer luxembourgeois über das luxemburgische Eisenbahnnetz befürchtete.
Die Ablehnung der Eisenbahnkonvention durch die Parlamentarier führte zum Rücktritt der Regierung Reuter. Da es sich als unmöglich erwies, eine neue Regierungsmehrheit zu finden, wurde die Kammer aufgelöst und Wahlen für den 1. März 1925 angesetzt.
Der Regierung Reuter gehörten folgende Kabinettsmitglieder an:

## Erste Regierung Reuter (28. September 1918 bis 5. Januar 1920)
| Amt                                          | Name            | Beginn der Amtszeit | Ende der Amtszeit | Partei | Partei                                 |
| -------------------------------------------- | --------------- | ------------------- | ----------------- | ------ | -------------------------------------- |
| Staatsminister, Präsident der Regierung      | Émile Reuter    | 28. September 1918  | 5. Januar 1920    |        | RP                                     |
| Auswärtige Angelegenheiten und Inneres       | Émile Reuter    | 28. September 1918  | 5. Januar 1920    |        | RP                                     |
| Justiz und öffentliche Arbeiten              | Auguste Liesch  | 28. September 1918  | 5. Januar 1920    |        | LL                                     |
| Finanzen                                     | Alphonse Neyens | 28. September 1918  | 5. Januar 1920    |        | RP                                     |
| Landwirtschaft, Handel, Industrie und Arbeit | Auguste Collart | 28. September 1918  | 5. Januar 1920    |        | parteilos, vorgeschlagen durch die UVP |
| öffentlicher Unterricht                      | Nikolaus Welter | 28. September 1918  | 5. Januar 1920    |        | parteilos, vorgeschlagen durch die SP  |

## Zweite Regierung Reuter (5. Januar 1920 bis 15. April 1921)
| Amt                                     | Name              | Beginn der Amtszeit | Ende der Amtszeit | Partei | Partei                                |
| --------------------------------------- | ----------------- | ------------------- | ----------------- | ------ | ------------------------------------- |
| Staatsminister, Präsident der Regierung | Émile Reuter      | 5. Januar 1920      | 15. April 1921    |        | RP                                    |
| Auswärtige Angelegenheiten und Inneres  | Émile Reuter      | 5. Januar 1920      | 15. April 1921    |        | RP                                    |
| Justiz und öffentliche Arbeiten         | Auguste Liesch    | 5. Januar 1920      | 15. April 1921    |        | LL                                    |
| Finanzen                                | Alphonse Neyens   | 5. Januar 1920      | 15. April 1921    |        | RP                                    |
| Handel, Industrie und Arbeit            | Antoine Pescatore | 5. Januar 1920      | 15. April 1921    |        | LL                                    |
| Landwirtschaft und soziale Sicherheit   | Raymond de Waha   | 5. Januar 1920      | 15. April 1921    |        | RP                                    |
| öffentlicher Unterricht                 | Nikolaus Welter   | 5. Januar 1920      | 15. April 1921    |        | parteilos, vorgeschlagen durch die SP |

## Dritte Regierung Reuter (15. April 1921 bis 14. April 1923)
| Amt                                              | Name                 | Beginn der Amtszeit | Ende der Amtszeit | Partei | Partei |
| ------------------------------------------------ | -------------------- | ------------------- | ----------------- | ------ | ------ |
| Staatsminister, Präsident der Regierung          | Émile Reuter         | 15. April 1921      | 14. April 1923    |        | RP     |
| Auswärtige Angelegenheiten                       | Émile Reuter         | 15. April 1921      | 14. April 1923    |        | RP     |
| Inneres und öffentlicher Unterricht              | Joseph Bech          | 15. April 1921      | 14. April 1923    |        | RP     |
| Justiz und öffentliche Arbeiten                  | Guillaume Leidenbach | 15. April 1921      | 14. April 1923    |        | RP     |
| Finanzen                                         | Alphonse Neyens      | 15. April 1921      | 14. April 1923    |        | RP     |
| Landwirtschaft, Industrie und soziale Sicherheit | Raymond de Waha      | 15. April 1921      | 14. April 1923    |        | RP     |

## Vierte Regierung Reuter (14. April 1923 bis 19. März 1925)
| Amt                                                                             | Name              | Beginn der Amtszeit | Ende der Amtszeit | Partei | Partei |
| ------------------------------------------------------------------------------- | ----------------- | ------------------- | ----------------- | ------ | ------ |
| Staatsminister, Präsident der Regierung                                         | Émile Reuter      | 14. April 1923      | 19. März 1925     |        | RP     |
| Auswärtige Angelegenheiten                                                      | Émile Reuter      | 14. April 1923      | 19. März 1925     |        | RP     |
| Inneres und öffentlicher Unterricht                                             | Joseph Bech       | 14. April 1923      | 19. März 1925     |        | RP     |
| Finanzen                                                                        | Alphonse Neyens   | 14. April 1923      | 19. März 1925     |        | RP     |
| Landwirtschaft, Industrie und soziale Sicherheit                                | Raymond de Waha   | 14. April 1923      | 23. April 1924    |        | RP     |
| öffentliche Arbeiten, ab 23. April 1924 zusätzlich Landwirtschaft und Industrie | Guillaume Soisson | 14. April 1923      | 19. März 1925     |        | RP     |